# Érik Bullot
Érik Bullot (Soissons, 1963) es un cineasta francés, además de profesor y teórico del cine.

## Biografía
Tras estudiar en la École nationale supérieure de la photographie (Arlés) y en el IDHEC (París), ha dirigido más de veinte películas a medio camino entre el cine de artista y el cine experimental. Sus películas exploran los poderes poéticos y formales del cine.
Su obra ha sido presentada en numerosos festivales: Festival Internacional de Cine Documental de Marsella (ediciones de 1999, 2003, 2006, 2008, 2011 y 2014), États généraux du film documentaire (Lussas, 2001 y 2019) y Cinéma du réel (París, 2008 y 2015), entre otros. Se le han dedicado varias retrospectivas: Jeu de Paume (París, 2002), Bienal de la imagen en movimiento (Ginebra, 2005), La Enana Marrón (Madrid, 2005 y 2009), Centro de Cultura Contemporánea de Barcelona (2007, 2015), MICEC 08 (Barcelona, 2008), Museo de Arte Moderno (Buenos Aires, 2016), Cineteca Nacional de Chile (2018). Su película Trois faces (2007), acompañada de Glossolalie (2005), se estrenó en París en octubre de 2008. Es miembro del colectivo «pointligneplan».
Paralelamente a su actividad como cineasta, realiza un trabajo teórico y publica artículos y ensayos en diversas revistas de cine (Trafic, Vertigo, Cinéma) y ha publicado varios libros sobre cine: Sayat Nova (Yellow Now, 2007), Renversements 1 & 2. Notes sur le cinéma (Paris Expérimental, 2009 y 2013), Sortir du cinéma (Mamco, 2013, traducción en Shangrila en 2020), Le Film et son double (Mamco, 2017) y en español El cine es una invención post-mortem (Shangrila, 2015), Fotogenias y paradojas (UNTREF, 2018) y Salir del cine (Shangrila, 2020). Ha enseñado en varias escuelas de arte (Marsella, Le Fresnoy, Aviñón, Arlés) y universidades (Universidad de París VII Denis Diderot). Fue profesor visitante en la Universidad de Buffalo, Estados Unidos, de 2009 a 2011. Dirigió el postgrado de Documental y Arte Contemporáneo en la École européenne supérieure de l'image (Poitiers-Angoulême) de 2010 a 2016 y es profesor de cine en la École nationale supérieure d'art de Bourges.